# Змієголові
Змієголові (Channidae) — родина прісноводих риб із ряду окунеподібних (Perciformes). Відомі три сучасні роди і два вимерлі. Зустрічаються в екваторіальній Африці (Parachanna) і південній, південно-східній і східній Азії (Channa); деякі види роду Channa були інтродуковані в Північну Америку. Вимерлий рід Eochanna, що включає всього один вид, — Eochanna chorlakkiensis, описаний з Пакистану. Риби середніх або великих розмірів. Дорослі особини Channa panaw досягають не більше 17,1 см в довжину, тоді як Channa marulius в довжину бувають до 183 см і масою до 20 кілограм.

## Класифікація
У родині 3 сучасні роди з 55  видами і 2 монотипових викопних роди:
- Aenigmachanna — 2 види, поширені в Індії
- Змієголов (Channa), Scopoli, 1777 — 49 азійських видів
- Parachanna, Teugels & Daget, 1984 — 4 африканських види.
- †Anchichanna, Murray and Thewissen, 2008
- †Eochanna, Roe, 1991